# Wrzesień 2015

## 30 września
- W pierwszym nalocie francuskich sił powietrznych na pozycje Państwa Islamskiego w Syrii zginęło 30 dżihadystów, w tym 12 dzieci-żołnierzy zwanych „lwiątkami kalifatu”. (onet.pl)
- W Chinach siedem osób zginęło, a ponad 50 odniosło rany w wyniku kilkunastu eksplozji ładunków ukrytych w przesyłkach pocztowych. Bomby wybuchały w pobliżu budynków użyteczności publicznej. (wp.pl)
- Sąd w Bombaju, na zachodzie Indii, skazał na karę śmierci pięciu islamistów za udział w zamachach bombowych w tym mieście w 2006 roku. Kolejnych siedmiu islamistów zostało skazanych na dożywotnie więzienie. (onet.pl)
- Rada Federacji Rosyjskiej, czyli izba wyższa rosyjskiego parlamentu zgodziła się na wysłanie wojsk rosyjskich za granicę. Rosja użyje swoich sił zbrojnych w Syrii. Decyzja deputowanych była jednogłośna. (wp.pl)
- Słowacki rząd podjął decyzję o zaskarżeniu do Trybunału Sprawiedliwości UE w Luksemburgu decyzji Rady Unii Europejskiej o podziale między kraje członkowskie 120 tys. migrantów starających się o azyl w Unii. (onet.pl)

## 29 września
- Ponad 130 cywilów zginęło w południowo-zachodnim Jemenie w ataku powietrznym na uroczystość weselną, przypisywanym lotnictwu koalicji pod wodzą Arabii Saudyjskiej. (wp.pl)
- Co najmniej trzy osoby nie żyją, a 17 zostało rannych na skutek starć, jakie wywiązały się między policją a rolnikami protestującymi przeciw budowie zakładów w kopalni miedzi w regionie Apurímac na południu Peru. (onet.pl)
- W wyniku uderzenia tajfunu Dujuan w Tajwan dwie osoby nie żyją, a ponad 300 zostało rannych. Ponad milion osób pozostało bez prądu. Podczas przejścia żywiołu, na wyspie wiatr wiał z prędkością przekraczającą ponad 246 km/h. (tvnmeteo.tvn24.pl)
- Litwa zamierza kupić od niemieckich sił zbrojnych 21 samobieżnych haubicoarmat kalibru 155 mm typu PzH 2000. 16 z zakupionych haubic ma mieć status operacyjny, a pozostałe mają zostać przeznaczone do celów szkoleniowych i na części zamienne. Litwini otrzymają także 26 opancerzonych wozów dowodzenia M577 V2 oraz 6 wozów zabezpieczenia technicznego BPZ2. (tvn24.pl)
- W obwodzie witebskim, na północnym wschodzie Białorusi, rozpoczęły się dziś rosyjsko-białoruskie manewry wojskowe. Tym razem wspólnie ćwiczą wojska powietrznodesantowe. (onet.pl)
- Naukowcy z NASA potwierdzili, że na Marsie znajduje się woda w stanie ciekłym. Informacje te pochodzą z danych, jakie zostały zebrane przez sondę Mars Reconnaissance Orbiter. (onet.pl)
- 300 kilogramów kokainy czarnorynkowej wartości do 90 mln euro przechwycono w mieście Wörth am Rhein w niemieckim kraju związkowym Nadrenia-Palatynat. (onet.pl)

## 28 września
- W nocy doszło do wypadku polskiego autokaru w okolicach Brna w Czechach. 10 osób zostało rannych. (wp.pl)
- Prokuratura w Brunszwiku poinformowała o wszczęciu śledztwa przeciwko byłemu prezesowi Volkswagena Martinowi Winterkornowi, któremu „zarzuca się oszustwo w związku ze sprzedażą samochodów ze sfałszowanymi danymi o emisji spalin”. (onet.pl)
- Ludmiła Aleksiejewa, szefowa Moskiewskiej Grupy Helsińskiej, najstarszej organizacji obrońców praw człowieka w Rosji, została uhonorowana nagrodą Václava Havla przyznawaną m.in. przez Zgromadzenie Parlamentarne Rady Europy. (onet.pl)
- Próbne odpalenie rakiety systemu Iskander-M zostało z sukcesem przeprowadzone na poligonie w obwodzie astrachańskim. (tvn24.pl)

## 27 września
- 17 migrantów z Syrii zginęło, gdy łódź, którą próbowali przedostać się do Grecji, zatonęła w odległości kilku kilometrów od wybrzeży Turcji. (wp.pl)
- Dwóch Polaków nie żyje, a 13 trafiło do szpitala na skutek zatrucia na statku towarowym „Nefryt” szczecińskiego armatora „Euroafrica”. (wp.pl)
- Kilkaset osób uczestniczyło w bijatyce, do której doszło w ośrodku dla uchodźców w Calden w Hesji, w środkowych Niemczech. Podczas interwencji policji kilkunastu funkcjonariuszy i imigrantów odniosło obrażenia. (wp.pl)
- Około 20 tys. osób zgromadziła kolejna antyrządowa demonstracja w Kiszyniowie, stolicy Mołdawii. (tvn24.pl)
- Partie proniepodległościowe zdobyły absolutną większość w wyborach do parlamentu Katalonii. Według oficjalnych wyników Ruch Razem dla Tak zdobył 62 mandatów w 135-osobowym parlamencie, a jego lewicowy sojusznik Kandydatura Jedności Ludowej – 10. (onet.pl)
- Agnieszka Radwańska wygrała tenisowy turniej Toray Pan Pacific Open 2015. Polka w finale pokonała Szwajcarkę Belindę Bencic 6:2, 6:2. Dla Radwańskiej był to 15. wygrany turniej w karierze. (eurosport.onet.pl)
- Zakończyły się, rozgrywane w amerykańskim Richmond, mistrzostwa świata w kolarstwie szosowym[1].

## 26 września
- Co najmniej 21 osób poniosło śmierć, a ok. 100 zostało rannych w rezultacie starć między muzułmanami i chrześcijanami w Bangi, stolicy Republiki Środkowoafrykańskiej. (onet.pl)
- Saudyjskie władze podały ostateczną liczbę ofiar z 24 czerwca, według których 769 osób zostało stratowanych na śmierć, a 934 odniosły obrażenia podczas pielgrzymki muzułmanów do Mekki. (wp.pl)
- Władze Szwajcarii zdecydowały o tymczasowym zawieszeniu sprzedaży niektórych samochodów z silnikiem diesela niemieckiego koncernu Volkswagen. Zakazem może być objętych aż 180 tys. niesprzedanych dotąd aut.[2]
- Tomasz Adamek pokonał Przemysława Saletę w walce wieczoru podczas gali Polsat Boxing Night w Łodzi. (eurosport.onet.pl)

## 25 września
- Dwóch tureckich żołnierzy i 34 bojowników Partii Pracujących Kurdystanu zginęło w walkach na południowym wschodzie Turcji. (tvn24.pl)
- Indyjskie siły bezpieczeństwa użyły pałek i gazu łzawiącego przeciwko tysiącom uczestników antyrządowych protestów, jakie w dniu muzułmańskiego Święta Ofiarowania miały miejsce w należącej do Indii części Kaszmiru. (onet.pl)
- W związku z rezygnacją dotychczasowego prezesa, Martina Winterkorna, na czele Volkswagena, wstrząsanego skandalem wokół manipulowania pomiarami szkodliwych substancji w spalinach, stanął dotychczasowy szef spółki córki Porsche, Matthias Müller. (onet.pl)

## 24 września
- Co najmniej 717 osób zostało stratowanych podczas dorocznej pielgrzymki do Mekki. Rannych zostało ok. 800 pielgrzymów. Do zdarzenia doszło w dolinie Mina, w pobliżu Mekki. (onet.pl)
- Co najmniej 25 osób zginęło, a kilkadziesiąt zostało rannych w podwójnym zamachu bombowym na meczet w stolicy Jemenu Sanie. Ataków dokonano w pierwszy dzień muzułmańskiego święta Id al-Adha, czyli Święta Ofiarowania. (wp.pl)
- Wybuchł pożar na holowniku w porcie Sölvesborg na południu Szwecji. Jak podają lokalne media, znaleziona ciała czterech osób z Polski. (wp.pl)
- Podczas ćwiczeń przeciwpożarowych w jednej ze szkół północno-zachodnich Chinach 200 osób zatruło się dymem, który miał imitować prawdziwy dym podczas pożaru[3].

## 23 września
- W USA trzy osoby zmarły, a co najmniej 558 zachorowało w wyniku epidemii salmonelli, którą wywołały ogórki pochodzące z importu. (onet.pl)
- Komisja Europejska podjęła decyzje o 40 postępowaniach o naruszenie bądź niewdrażanie unijnych zasad azylowych wobec 19 krajów Unii Europejskiej, w tym wobec Polski. (onet.pl)
- Nowy rząd Aleksisa Tsiprasa został zaprzysiężony. Tworzy go wielu ministrów z poprzedniego gabinetu. (onet.pl)
- 5 tys. osób demonstrowało w Erfurcie przeciwko liberalnej polityce azylowej niemieckiego rządu. Demonstrację zorganizowała prawicowo-konserwatywna Alternatywa dla Niemiec. Przeciwko napływowi imigrantów protestowało też kilkaset osób w Lipsku. (wp.pl)
- Podczas mszy odprawionej w Waszyngtonie w obecności ponad 25 tys. wiernych, w tym wielu z mniejszości latynoskiej, papież Franciszek kanonizował XVIII-wiecznego zakonnika i misjonarza Junipera Serrę. Jest on pierwszym hiszpańskojęzycznym świętym USA. (wp.pl)
- W Moskwie otwarto największy meczet w Europie. Rekonstrukcja Moskiewskiego Meczetu Katedralnego trwała od 2005 roku i pochłonęła 170 milionów dolarów. (wp.pl)

## 22 września
- Do co najmniej 80 wzrosła liczba ofiar śmiertelnych zamachów bombowych, do których doszło 20 września w nigeryjskim stanie Borno na północnym wschodzie kraju. Ponad 150 osób jest rannych. (tvn24.pl)
- W Czechach doszło do silnej eksplozji w cukrowni w Dobrovicy koło Mladá Boleslav. 6 osób zostało rannych, w tym dwie ciężko. (wp.pl)
- Norwegia potwierdziła chęć kupna 52 myśliwców F-35. Jak podkreśla, supernowoczesne i trudno wykrywalne przez radary maszyny mają stanowić przeciwwagę dla rosnącej w regionie aktywności wojskowej Rosji. (tvn24.pl)
- Biskup nowojorskiego Brooklynu Nicholas Anthony DiMarzio odebrał w konsulacie polskim Krzyż Kawalerski Orderu Zasługi RP. (onet.pl)
- Pod Chicago w miejscowości Bloomingdale odsłonięto pomnik ku czci Niebiańskiej Sotni, czyli bohaterów kijowskiego Majdanu. (onet.pl)
- Sąd federalny w Stanach Zjednoczonych orzekł, że prawa autorskie Warner/Chappell Music do najbardziej popularnego anglojęzycznego utworu Happy Birthday to You są nieważne (latimes.com)

## 21 września
- Co najmniej 17 osób zginęło w czterech zamachach bombowych, do których doszło okolicach Bagdadu i w samej stolicy kraju. Do najkrwawszego z ataków, w którym życie straciło 12 ludzi, przyznało się dżihadystyczne Państwo Islamskie. (tvn24.pl)
- We Wlaszimie w Czechach nastąpił potężny wybuch w fabryce amunicji. Według wstępnych ocen służb ratowniczych na skutek eksplozji mogło zginąć kilka osób[4].
- Trzy silne eksplozje wstrząsnęły miastem Maiduguri, stolicą położonego na północnym wschodzie Nigerii stanu Borno. (wp.pl)
- Grupa aktywistów ukraińskich zatamowała ruch na granicy z separatystycznym Naddniestrzem w obwodzie odeskim. (tvn24.pl)
- O godz. 19.39 czasu polskiego w Chile wystąpiło trzęsienie ziemi o magnitudzie 6,5 stopnia w skali Richtera. Epicentrum trzęsienia ziemi zlokalizowano na oceanie w odległości 211 km od Santiago, z kolei hipocentrum znajdowało się na głębokości 29 km. (tvnmeteo.tvn24.pl)

## 20 września
- Co najmniej 13 migrantów zginęło, kiedy ich ponton zderzył się z promem u wybrzeży Turcji. Do wypadku doszło w pobliżu tureckiego portu Çanakkale. (wp.pl)
- W Grecji rozpoczęły się przedterminowe wybory parlamentarne. (onet.pl)
- Kilkadziesiąt tysięcy, a według AFP ponad 100 tysięcy ludzi protestowało w Stambule przeciwko terroryzmowi i aktom przemocy ze strony kurdyjskich rebeliantów z Partii Pracujących Kurdystanu. (wp.pl)
- Około 8 tys. osób protestowało w Moskwie przeciwko polityce prezydenta Federacji Rosyjskiej Władimira Putina. Demonstracja, zorganizowana z inicjatywy lidera antykremlowskiej opozycji Aleksieja Nawalnego. (tvn24.pl, wp.pl)
- Krymscy Tatarzy i wspierający ich aktywiści zablokowali drogi dojazdowe na zaanektowany przez Rosję Krym, uniemożliwiając dostawy żywności z Ukrainy. (wp.pl)
- Hiszpania pokonała Litwę 80:63 w finale mistrzostw Europy koszykarzy. Najbardziej wartościowym zawodnikiem mistrzostw wybrano Hiszpana Pau Gasola. (sport.pl)

## 19 września
- Islamiści z Frontu al-Nusra dokonali masowej egzekucji 56 żołnierzy syryjskich, którą przeprowadzili w zdobytej niedawno syryjskiej bazie lotniczej Abu al-Duhur w prowincji Idlib. (wp.pl)
- Co najmniej 55 osób zginęło w nalotach tureckich sił powietrznych na pozycje bojowników kurdyjskich w północnym Iraku. (tvn24.pl)
- W Nepalu osiem osób zginęło w wypadku drogowym w górach, gdy autobus spadł w przepaść. 37 osób zostało rannych. (wp.pl)
- Przez departament Charente-Maritime w zachodniej Francji przeszła trąba powietrzna. Żywioł połamał mnóstwo drzew, zniszczył 30 domów w sześciu miastach, a 205 gospodarstw pozostawił bez elektryczności. (wp.pl)

## 18 września
- Baza wojsk lotniczych Badaber w mieście Peszawar, w północno-zachodnim Pakistanie, została zaatakowana przez niezidentyfikowanych napastników. Zginęło co najmniej 30 osób, a 10 zostało rannych. (tvn24.pl)
- Syryjskie samoloty przeprowadziły co najmniej 25 nalotów na pozycje Państwa Islamskiego w starożytnej Palmyrze. W wyniku nalotów zginęło co najmniej 26 osób, w tym 12 bojowników. (tvn24.pl)
- Międzynarodowa koalicja pod wodzą USA przeprowadziła kolejnych 17 nalotów na pozycje dżihadystów z Państwa Islamskiego w Syrii i Iraku. (wp.pl)
- Premier Węgier Viktor Orbán ogłosił, że rozpoczęła się budowa tymczasowego ogrodzenia w niektórych miejscach na granicy z Chorwacją. (wp.pl)
- Wyższa izba parlamentu Japonii przyjęła ustawę rozszerzającą rolę sił samoobrony (armii), zezwalając na użycie tych sił poza granicami kraju w obronie sojuszników. (tvn24.pl)
- Deutsche Bank ogłosił, że wycofuje się z prowadzenia bankowości korporacyjnej w Rosji. To efekt sankcji, które mocno uderzyły w rosyjską gospodarkę oraz trwających śledztw wobec banku[5].

## 17 września
- Ponad 100 osób zginęło w wyniku eksplozji cysterny, do której doszło na zachód od stolicy Sudanu Południowego, Dżuby, podczas próby kradzieży paliwa przez miejscową ludność. (wp.pl)
- Co najmniej 21 osób zginęło a 76 zostało rannych w dwóch samobójczych atakach bombowych na punkty kontrolne policji, do których doszło w centrum Bagdadu. (onet.pl)
- Pięć osób zginęło, a cztery zostały ranne, gdy polska furgonetka uderzyła w tył naczepy ciężarówki na czeskiej autostradzie D1 koło miejscowości Komorzany w powiecie Vyszkov na południowych Morawach. (wp.pl)
- Wojsko Burkina Faso poinformowało o obaleniu tymczasowego prezydenta Michela Kafando i przejęciu władzy w kraju. (tvn24.pl)
- Według Europolu nawet 30 tys. osób mogło działać w gangach przemytniczych, które za opłatę rzędu kilku tysięcy euro organizowały niebezpieczne przeprawy migrantów do Europy. (tvn24.pl)
- Silne trzęsienie ziemi nawiedziło centralne wybrzeże Chile, wzniecając 4,5-metrowe fale i zabijając co najmniej osiem osób. Epicentrum trzęsienia znajdowało się na Pacyfiku, około 230 km na północny zachód od Santiago. (tvnmeteo.tvn24.pl, wp.pl)
- Rozpoczęto rozbiórkę Pomnika gen. Iwana Czerniachowskiego w Pieniężnie[6].

## 16 września
- Co najmniej 53 ludzi zginęło w następstwie nalotów syryjskich sił powietrznych na rejony miasta Aleppo w północnej Syrii kontrolowane przez rebeliantów. (onet.pl)
- Osiem osób zginęło, a pięć uznano za zaginione w gwałtownej powodzi, jaka nawiedziła niewielkie miasteczko Hildale w amerykańskim stanie Utah. (wp.pl)
- Amerykańska firma informatyczna Hewlett-Packard zapowiedziała gigantyczną redukcję zatrudnienia. Zwolnienia mają objąć między 25 a 30 tys. pracowników działu produkcyjnego i są wynikiem spadającego popytu na komputery PC.[7]

## 15 września
- Co najmniej 13 imigrantów, w tym czworo dzieci, zginęło na morzu u wybrzeży Turcji, gdy wywróciła się łódź, którą próbowali dopłynąć na grecką wyspę Kos. (wp.pl)
- Siedem osób zginęło, a jedna została ranna w wyniku zejścia lawiny we francuskich Alpach. Do tragedii doszło w rejonie czterotysięcznika Dome de Neige w masywie Ecrin. (wp.pl)
- Sąd w Kuwejcie skazał na śmierć siedem osób powiązanych z czerwcowym zamachem na szyicki meczet Imama Sadika, w którym zginęło 27 osób, a ponad 220 zostało rannych. (onet.pl)
- Kilka tysięcy osób zostało w północnej Kalifornii ewakuowanych, a ponad 400 domów całkowicie spalonych w rezultacie szalejących pożarów podsycanych przez silny wiatr i długotrwałą suszę. Potwierdzono jedną ofiarę śmiertelną. (wp.pl)
- Malcolm Turnbull zastąpił Tony’ego Abbotta na stanowisku lidera Liberalnej Partii Australii, stając się tym samym nowym premierem Australii. (abc.net.au)

## 14 września
- Co najmniej 20 osób zginęło w wyniku dwóch eksplozji samochodów pułapek w mieście Al-Hasaka na wschodzie Syrii. (onet.pl)
- Afgańscy talibowie dokonali szturmu na więzienie w Ghazni, w środkowym Afganistanie. Zabili strażników i wypuścili 352 więźniów, w tym 150 talibów. (tvn24.pl)
- Na terytorium Centralnego Okręgu Wojskowego rozpoczęły się manewry Centr-2015 z udziałem 95 tys. żołnierzy, 7 tys. jednostek sprzętu bojowego, 170 samolotów i 20 okrętów wojennych. (onet.pl)
- Po tragicznej śmierci Satoru Iwaty nowym prezesem Nintendo został dotychczasowy kierownik działu HR, Tatsumi Kimishima. (onet.pl, gry-online.pl)
- W demonstracji przeciw imigrantom organizowanej w Dreźnie przez krytyczny wobec islamu ruch PEGIDA uczestniczyło ponad 5 tys. osób. (wp.pl)

## 13 września
- 28 uchodźców utonęło u wybrzeży wyspy Farmakonisi. (onet.pl)
- Podczas pościgu za dżihadystami egipskie siły bezpieczeństwa przez pomyłkę ostrzelały konwój z meksykańskimi turystami, zabijając 12 osób i raniąc kolejnych 10. (wp.pl)
- Kurdyjscy bojownicy zdetonowali bombę umieszczoną w samochodzie przy punkcie kontrolnym policji na południowym wschodzie Turcji. Zginęło dwóch policjantów, a pięciu zostało rannych. (tvn24.pl)
- W 20 z 21 regionów Federacji Rosyjskiej, w których odbyły się wybory gubernatorskie, obecni gubernatorzy, należący do rządzącej partii Jedna Rosja lub przez nią popierani, zapewnili sobie reelekcję w pierwszej turze. (wp.pl)
- Około 20 tys. osób uczestniczyło w demonstracji w Kiszyniowie, stolicy Mołdawii, domagając się dymisji prezydenta Nicolae Timoftiego, rządu premiera Valeriu Streleta i innych władz dawnej republiki ZSRR. (onet.pl)
- Do trzęsienia ziemi o sile 6,6 w skali Richtera doszło w Zatoce Kalifornijskiej, u północno-zachodnich wybrzeży Meksyku. Hipocentrum znajdowało się na głębokości 10 km, a epicentrum ok. 59 km na południe od portowego miasta Topolobampo, w stanie Sinaloa. (onet.pl)
- Włoch Fabio Aru (Astana Pro Team) zwyciężył w wieloetapowym wyścigu kolarskim Vuelta a España. (Sport.pl)
- Włoszka Flavia Pennetta (12 września) i Serb Novak Đoković (13 września) triumfowali w rywalizacji singlistów podczas wielkoszlemowego turnieju tenisowego US Open. (newtondailynews.com)

## 12 września
- Co najmniej 82 osoby zginęły, a ok. 100 zostało rannych, gdy w restauracji w stanie Madhya Pradesh, w środkowych Indiach, wybuchła butla gazowa. (wp.pl)
- Podczas operacji wojskowej na półwyspie Synaj zabito 98 bojowników sprzymierzonych z Państwem Islamskim.(wp.pl)
- Oddziały kurdyjskich bojowników podjęły ofensywę przeciwko Państwu Islamskiemu w prowincji Kirkuk, 180 kilometrów na północ od Bagdadu, i wyparły dżihadystów z dziewięciu miejscowości, po raz pierwszy od paru miesięcy przesuwając linię frontu. (wp.pl)
- Brytyjska Izba Gmin odrzuciła poselski projekt ustawy o śmierci wspomaganej. Mimo 70% poparcia w społeczeństwie posłowie uznali, że projekt nie dawał gwarancji zapobiegania nadużyciom. (wp.pl)
- We Francji zakończono z pozytywnym skutkiem procedurę badania niedającego się wyjaśnić naukowo uleczenia śmiertelnie chorego na białaczkę za wstawiennictwem polskiego męczennika, bł. księdza Jerzego Popiełuszki. (wp.pl)

## 11 września
- W wyniku katastrofy budowlanej w Wielkim Meczecie w Mekce co najmniej 107 osób zginęło, a 238 zostało rannych. Na skutek burzy doszło tam do przewrócenia dźwigu. (tvn24.pl, wp.pl)
- Co najmniej trzy osoby zginęły, a 25 uznano za zaginione po fali ulewnych deszczów, które przeszły nad wschodnią Japonią. (onet.pl, wp.pl)
- W Singapurze rozpoczęły się przedterminowe wybory parlamentarne. (wp.pl)
- Z okazji wizyty papieża Franciszka, który przybywa na Kubę, decyzją kubańskiej Rady Państwa zostanie zwolnionych 3522 więźniów. (onet.pl)
- Zgromadzenie Ogólne Narodów Zjednoczonych zdecydowało, że Palestyńczycy mogą zawiesić swoją flagę w siedzibie ONZ w Nowym Jorku. Za przyjęciem rezolucji w tej sprawie głosowało 119 spośród 193 państw członkowskich ONZ. (onet.pl)
- 1,4 miliona Katalończyków wyszło na ulice Barcelony, by zamanifestować pragnienie oderwania tego regionu od Hiszpanii. (onet.pl, tvn24.pl)
- Paul W. Jones został zaprzysiężony na ambasadora USA w Polsce. Jego przysięgę odebrał amerykański sekretarz stanu John Kerry. (tvn24.pl)
- Bardzo dobrze zachowane ruiny liczącego ok. 2600 lat małego domu znaleziono w sercu Rzymu, na Kwirynale. Jest to budynek o powierzchni ok. 40 m², pochodzący z czasów etruskich królów Rzymu Tarkwiniuszy. (onet.pl)

## 10 września
- Ulewy w południowej Hiszpanii przyczyniły się do śmierci czterech osób. Ogromne ilości wody płynęły w przepełnionych korytach rzek, a także po ulicach miast. (tvnmeteo.tvn24.pl)
- Izba niższa parlamentu Kalifornii uchwaliła, mimo sprzeciwu organizacji religijnych i broniących praw upośledzonych, ustawę legalizującą samobójstwo dokonywane przy pomocy lekarza. (wp.pl)
- W komorze jaskini w Republice Południowej Afryki odkryto szczątki nieznanego wcześniej gatunku człowieka – homo naledi. Cennego znaleziska i pierwszej analizy dokonała liczna grupa naukowców ze Stanów Zjednoczonych, Europy, Chin i Republiki Południowej Afryki. (wp.pl)
- Serbski prokurator ds. zbrodni wojennych oskarżył ośmiu byłych funkcjonariuszy policji Serbów bośniackich za udział w masakrze blisko ośmiu tysięcy muzułmańskich mężczyzn i chłopców w Srebrenicy na wschodzie Bośni w 1995 roku. (onet.pl)
- Na północnym zachodzie Federacji Rosyjskiej w ramach rosyjsko-białoruskich manewrów wojskowych utworzono regionalną grupę wojsk Zachodniego Okręgu Wojskowego FR i Sił Zbrojnych Białorusi. W ćwiczeniach o kryptonimie Szczit Sojuza-2015 brało udział ponad 8 tys. żołnierzy, ok. 100 czołgów oraz 80 samolotów i śmigłowców bojowych. (tvn24.pl)
- Funkcjonariusze portugalskiej policji zarekwirowali w rybackiej łodzi zacumowanej w pobliżu portu w Peniche dwie tony kokainy. (onet.pl)

## 9 września
- 29 osób trafiło do szpitala bezpośrednio z konferencji medycyny alternatywnej niedaleko Hamburga po zażyciu środka podobnego w działaniu do LSD. (onet.pl)
- 17 osób zostało rannych w wypadku piętrowego autobusu w angielskim Rochdale. (kontakt24.tvn24.pl)
- Królowa Elżbieta II stała się najdłużej panującą, brytyjską władczynią, wyprzedzając czas panowania swojej praprababki, królowej Wiktorii. (tvn24.pl)

## 8 września
- Egipska armia podała, że przeprowadziła na półwyspie Synaj zakrojoną na szeroką skalę operację wojskową przeciwko bojownikom sprzymierzonym z Państwem Islamskim. Zginęło 29 dżihadystów oraz dwóch żołnierzy. (onet.pl)
- Trzynastu policjantów zginęło w Turcji w ataku na wschodzie kraju, w okręgu Aralik, dokonanym przez Partię Pracujących Kurdystanu. W nocy lotnictwo tureckie zbombardowało ok. 20 baz PKK na północy Iraku w odwecie za wcześniejszy atak na siły rządowe. W nalocie zginęło od 35 do 40 terrorystów. (tvn24.pl)
- Trzy osoby zginęły, a jedna została ranna w wypadku w Miłogórze, w województwie warmińsko-mazurskim[8].
- Meksykańskie władze poinformowały o wykryciu przez policję na drodze na północy kraju czterech ton marihuany umieszczonych w schowku przyspawanym pod cyrkową ciężarówką. (onet.pl)

## 7 września
- Pięć osób rannych w pożarze, który wybuchł w schronisku dla uchodźców w południowo-wschodnich Niemczech. Ogień, który zapalił się w Rottenburgu, zniszczył dziesiątki pomieszczeń i zmusił do ewakuacji 80 uchodźców[9].
- Minister obrony Węgier Csaba Hende podał się do dymisji po posiedzeniu węgierskiej Rady Bezpieczeństwa Narodowego na temat uchodźców. Rezygnacja szefa resortu obrony została przyjęta przez premiera Viktora Orbána. (wp.pl)
- Tysiące rolników protestowało w Brukseli, domagając się interwencji na rynku w celu podniesienia cen. Rolnicy blokowali główne instytucje europejskie ciągnikami. Policja użyła gazu łzawiącego[10].
- Archeologowie odkryli w Turcji groby, które najprawdopodobniej należały do mieszkańców starożytnego państwa Urartu. Odkrycia sprzed blisko trzech tysięcy lat dokonano w pobliżu miasta Wan. (onet.pl)

## 6 września
- Rebelianci z Partii Pracujących Kurdystanu ogłosili, że zabili 15 tureckich żołnierzy w ataku na konwój pojazdów opancerzonych, dokonanym na południowym wschodzie kraju. (onet.pl)
- Co najmniej 14 osób zginęło a ok. 40 zostało rannych w katastrofie autobusu niedaleko nadmorskiej miejscowości Paraty w Brazylii. (onet.pl)
- Siedmiu cywilów zginęło na wschodzie Demokratycznej Republiki Konga w ataku ugandyjskich rebeliantów z Sojuszu Sił Demokratycznych. (onet.pl)
- W centrum Kiszyniowa odbył się masowy protest, którego uczestnicy żądali m.in. dymisji prezydenta Nicolae Timoftiego i zwołania przedterminowych wyborów parlamentarnych. Według różnych ocen liczba demonstrantów sięgała od 50 tys. do 100 tys. ludzi. (onet.pl)
- Zgodnie z wyrokiem amerykańskiego sądu m.in. Apple, Google, Adobe i Intel muszą zapłacić wspólnie 415 mln dolarów kary za to, że zobowiązały się do nie przejmowania od siebie pracowników. (onet.pl)
- W Polsce odbyło się ogólnokrajowe referendum.

## 5 września
- 10 osób utonęło i nieokreślona liczba zaginęła, gdy kuter rybacki przewrócił się w wyniku silnej fali u wybrzeży Korei Południowej. (onet.pl)
- 6 osób, w tym kobieta w zaawansowanej ciąży, zginęło, gdy auto rajdowe wjechało w kibiców podczas odbywającego się w okolicach hiszpańskiej La Coruny rajdu samochodowego. (tvp.info)
- Prokuratorzy Państwowego Biura Antykorupcyjnego zatrzymali burmistrza Bukaresztu Sorina Oprescu, podejrzanego o wzięcie 25 tys. euro łapówki od firm wykonujących zlecenia ratusza. (onet.pl)
- Władze Japonii anulowały nakaz ewakuacji miasta Naraha, wystosowany w 2011 roku po katastrofie w elektrowni atomowej Fukushima. To pierwsze miasto otwarte dla mieszkańców do powrotu na stałe. (onet.pl)
- W wieku 75 lat zmarł Chandra Bahadur Dangi, który według Księgi Rekordów Guinnessa był najniższym dorosłym człowiekiem na świecie. (wp.pl)

## 4 września
- 45 żołnierzy koalicji walczącej pod przywództwem Arabii Saudyjskiej zginęło w Jemenie. Należeli do armii Zjednoczonych Emiratów Arabskich i Bahrajnu. (tvn24.pl)
- Włoska straż przybrzeżna podała, że u wybrzeży Libii zatonęła dmuchana łódź, na której było prawie 140 uchodźców. Około 40 emigrantów uznano za zaginionych[11].

## 3 września
- Łódź, którą płynęło najprawdopodobniej z Malezji do Indonezji ok. 100 osób, zatonęła u malezyjskich wybrzeży. Zginęło co najmniej 14 ludzi. (onet.pl)
- Sąd egipskiej prowincji Sauhadż skazał na kary długoletniego więzienia 119 członków Bractwa Muzułmańskiego. Uznał ich za winnych podpalenia w 2013 r. koptyjskiego kościoła oraz budynku arcybiskupstwa w mieście Sauhadż na południu kraju. (onet.pl)
- Na lotnisku Moskwa-Domodiedowo wybuchł pożar. Ewakuowano 3 tys. osób, a ok. 40 lotów zostało opóźnionych. (wp.pl)
- Przewodniczący ChRL Xi Jinping zapowiedział, inaugurując defiladę z okazji 70 rocznicy kapitulacji Japonii i zakończenia II wojny światowej na Dalekim Wschodzie, zredukowanie sil zbrojnych o 300 tys. żołnierzy. (wp.pl)
- Zmarła najstarsza mieszkanka San Francisco, Ruth Newman, która przeżyła katastrofalne trzęsienie ziemi w północnej Kalifornii w 1906 r. (wp.pl)

## 2 września
- Co najmniej 28 ludzi zginęło w podwójnym zamachu bombowym w stolicy Jemenu, Sanie. Są też dziesiątki rannych. Do zamachu przyznał się jemeński odłam Państwa Islamskiego. (onet.pl)
- Co najmniej 10 osób zginęło, a kilkadziesiąt zostało rannych, gdy samochód pułapka eksplodował w centrum miasta Latakia, na zachodzie Syrii. (onet.pl)
- W pożarze bloku mieszkalnego na północy Paryża zginęło osiem osób. Czworo rannych trafiło do szpitala. (wp.pl)
- Co najmniej 11 Syryjczyków zginęło, gdy u południowo-zachodnich wybrzeży Turcji zatonęły ich dwie łodzie, które płynęły na wyspę Kos w Grecji. (onet.pl)
- Ukraiński ochotnik i pracownik służb podatkowych zginęli na wschodniej Ukrainie, gdy ich samochód wjechał na minę i został ostrzelany przez snajperów; czterech żołnierzy zostało rannych. (onet.pl)
- Francuskie władze umorzyły we wtorek śledztwo w sprawie zabójstwa, otwarte po śmierci byłego palestyńskiego przywódcy Jasira Arafata, z powodu braku „wystarczających dowodów”. (tvn24.pl)
- Zakon Szpitalny św. Jana Bożego został laureatem Nagrody Księżniczki Asturii za opiekę nad chorymi podczas tegorocznej epidemii wirusa eboli w Afryce. (onet.pl)

## 1 września
- Policja na południu Nepalu zastrzeliła pięciu uczestników protestów, którzy obrzucali ją kamieniami i koktajlami Mołotowa. Demonstranci sprzeciwiają się podziałom terytorialnym, jakie przewidziano w nowej konstytucji. (onet.pl)
- Dwie osoby zginęły, a kilkanaście zostało rannych w wyniku nawałnic, jakie przeszły nad południowo-zachodnią Francją. Burze wyrządziły poważne szkody materialne[12].
- Dżihadyści z terrorystycznej organizacji Państwo Islamskie zburzyli główną świątynię w Palmyrze w Syrii. (wp.pl)
- Litewska prokuratura oskarżyła o zbrodnie wojenne i zbrodnie przeciwko ludzkości 66 obywateli Rosji, Białorusi i Ukrainy w związku z wydarzeniami z 1991 r., kiedy od kul i pod gąsienicami czołgów wojsk radzieckich zginęło w Wilnie 14 osób. (onet.pl)